# Ampedus ziegleri
Ampedus ziegleri е вид бръмбар от семейство Полски ковачи (Elateridae).

## Разпространение
Видът е разпространен в Германия.